# Меланохалеа изящненькая
Меланохалеа изящненькая (лат. Melanohalea elegantula) — вид листоватых лишайников семейства Пармелиевые. Он был впервые описан Александром Цальбрукнером в 1894 году как Parmelia aspodota var. elegantula. Венгерский лихенолог Эдён Сатала в 1930 году присвоил ему полный видовой статус Parmelia aspodota. Тед Эсслингер в 1978 году перенёс его в род Меланелия, а в 2004 году он был отнесён к недавно описанному роду Меланохалеа.

## Среда обитания и распространение
Обычно обитает на коре деревьев лиственных пород в открытых местах, таких как аллеи, парки.
Широко распространён в южных, центральных и западных районах Европы, Северной и Южной Америке, Марокко и Пакистане.